# Biuro Lustracyjne
Biuro Lustracyjne – jednostka organizacyjna  prokuratury należąca do pionu lustracyjnego Instytutu Pamięci Narodowej. Podlegają mu oddziałowe biura lustracyjne
Pion lustracyjny IPN wykonuje zadania z zakresu lustracji osób pełniących funkcje publiczne określone w ustawie z dnia 18 października 2006 o ujawnianiu informacji o dokumentach organów bezpieczeństwa państwa z lat 1944–1990 oraz treści tych dokumentów

## Historia
Pion lustracyjny IPN utworzono 15 marca 2007 r. (tego dnia rozpoczął formalnie działalność) poprzez włączenie do Instytutu dotychczasowego Biura Rzecznika Interesu Publicznego.

## Zadania
Główne zadania Biura Lustracyjnego to:
- przyjmowanie i rejestracja oświadczeń lustracyjnych (w związku z art. 52a pkt 1 ustawy o IPN),
- monitorowanie obowiązku składania oświadczeń lustracyjnych (w związku z art. 52a pkt 4 ustawy o IPN)
- analiza złożonych oświadczeń lustracyjnych i zbieranie materiałów niezbędnych do ich właściwej oceny, a także przygotowywanie i obsługa postępowań lustracyjnych (w związku z art. 52a pkt 2 i 3 ustawy o IPN),
- udział prokuratorów Biura w charakterze oskarżycieli w postępowaniach lustracyjnych, wszczętych w czasie obowiązywania poprzedniej ustawy lustracyjnej na wniosek Rzecznika Interesu Publicznego i niezakończonych przed wejściem w życie ustawy z 2006 r. (w związku z art. 63a, ust. 2 ustawy lustracyjnej),
- przygotowanie i publikowanie katalogów zawierających dane osobowe (w związku z art. 52a pkt 6, 7 i 8 ustawy o IPN):
  - pracowników, funkcjonariuszy i żołnierzy organów bezpieczeństwa państwa,
  - osób rozpracowywanych przez organy bezpieczeństwa państwa PRL,
  - osób zajmujących kierownicze stanowiska partyjne i państwowych w PRL,
  - osób pełniących obecnie funkcje publiczne (art. 22 ustawy),
- opracowanie i publikacja informacji w Biuletynie Informacji Publicznej IPN (w związku art. 22 i 23 ustawy lustracyjnej).

## Wydziały
- Wydział Przygotowywania i Publikowania Katalogów,
- Wydział Ewidencji Oświadczeń Lustracyjnych, Sygnalizowania i Publikacji,
- Wydział Przygotowywania i Nadzoru nad Postępowaniami Lustracyjnymi.

## Działalność
Pracujący w Biurze Lustracyjnym oraz jedenastu oddziałowych biurach lustracyjnych prokuratorzy uczestniczą w weryfikacji prawdziwości oświadczeń lustracyjnych, w przypadku wątpliwości co do ich prawdziwości przygotowują postępowania lustracyjne, a następnie uczestniczą w toczących się przed sądami postępowaniach lustracyjnych.
Od dnia wejścia w życie ustawy lustracyjnej, prokuratorzy pionu lustracyjnego IPN zweryfikowali prawdziwość ponad 139 000 oświadczeń lustracyjnych złożonych przez osoby pełniące funkcje publiczne. W następstwie prowadzonych postępowań sądowych zapadło łącznie ponad 1525 prawomocnych orzeczeń uznających, iż analizowane oświadczenia lustracyjne były niegodne z prawdą w zakresie nie wykazania przez osoby je składające faktu pracy, służby lub współpracy z organami bezpieczeństwa państwa komunistycznego. W takich przypadkach osoby składające nieprawdziwe oświadczenia lustracyjne, zostały mocą orzeczeń sądowych uznane za tzw. kłamców lustracyjnych, pozbawione zostały pełnionych funkcji publicznych oraz orzekano wobec nich zakazy pełnienia takich funkcji w przyszłości na okres od 3 do 10 lat.
Przygotowanie danych do katalogów wymaga prowadzenia rozległych kwerend i weryfikacji odnalezionych materiałów. W przypadku katalogu osób zajmujących kierownicze stanowiska partyjne i państwowe kwerendy prowadzone są poza Instytutem (m.in. w Archiwum Akt Nowych, Archiwum Sejmu RP, Archiwum Kancelarii Prezesa Rady Ministrów oraz w archiwach państwowych).
Biuro Lustracyjne przygotowuje katalogi:
- pracowników, funkcjonariuszy i żołnierzy organów bezpieczeństwa państwa (na stronie internetowej IPN katalog ten nazywany jest katalogiem funkcjonariuszy aparatu bezpieczeństwa) – katalog jest przygotowywany na podstawie akt osobowych i kart ewidencyjnych przebiegu służby zgromadzonych w zasobie archiwalnym IPN, a także materiałów źródłowych wypożyczanych z innych instytucji zewnętrznych. Docelowo ma zawierać dane osobowe wszystkich pracowników, funkcjonariuszy oraz żołnierzy cywilnych i wojskowych organów bezpieczeństwa państwa wymienionych w art. 5 ustawy o IPN z lat 1944–1990, ze wskazaniem stopnia służbowego, zajmowanych stanowisk oraz organów bezpieczeństwa państwa, w którym pełnili służbę lub pracowali. 11 września 2024 r. w katalogu były opublikowane dane dotyczące 124 328 osób[5],
- osób „rozpracowywanych” przez organa bezpieczeństwa państwa komunistycznego (na stronie internetowej IPN katalog ten nazywany jest katalogiem osób „rozpracowywanych”) – zawiera dane osób, wobec których zachowały się dokumenty świadczące o tym, że organy bezpieczeństwa państwa zbierały o nich informacje na podstawie celowo gromadzonych danych, w tym w sposób tajny, a wobec osób tych nie stwierdzono istnienia dokumentów świadczących, że były pracownikami, funkcjonariuszami i żołnierzami organów bezpieczeństwa państwa lub współpracowały z organami bezpieczeństwa państwa. Publikacja informacji następuje po uzyskaniu zgody na ich umieszczenie w katalogu od osoby, której informacje te dotyczą lub osoby najbliższej zmarłemu w rozumieniu art. 115 § 11 Kodeksu Karnego. Od uzyskania zgody odstępuje się, jeżeli od chwili śmierci tej osoby minęło co najmniej 20 lat. Wpisy są przygotowywane na podstawie materiałów znajdujących się w zasobie archiwalnym IPN. Katalog odzwierciedla cele zamieszczone w preambule ustawy o IPN w tym m.in.: „czyny obywateli dokonywane na rzecz niepodległego bytu Państwa Polskiego i w obronie wolności oraz godności ludzkiej”, „a także powinność zadośćuczynienia przez nasze państwo wszystkim pokrzywdzonym przez państwo łamiące prawa człowieka”. Katalog dotyczy osób, które na większą i mniejszą skalę prowadziły działalność na rzecz niepodległego bytu Państwa Polskiego w latach 1944–1989 i z tego powodu były inwigilowane, a także represjonowane. 11 września 2024 r. w katalogu były opublikowane dane dotyczące 21 439 osób[6],
- osób, które zajmowały kierownicze stanowiska w byłej PPR i byłej PZPR oraz ZSL i SD, a także były członkami Rady Ministrów państwa komunistycznego do dnia 23 sierpnia 1989 r. lub były w tym okresie kierownikami centralnych organów administracji państwowej (na stronie internetowej IPN katalog ten nazywany jest katalogiem kierowniczych stanowisk partyjnych i państwowych PRL) – celem katalogu jest opracowanie przebiegu kariery partyjnej, z wyszczególnieniem m.in. zajmowanego stanowiska, miejsca oraz okresu pełnienia funkcji, oraz wskazaniem źródła pozyskania informacji, działaczy partyjnych i państwowych z lat 1944–1990. W katalogu umieszczani są członkowie władz centralnych PPR oraz PZPR, a także pierwsi sekretarze komitetów wojewódzkich, miejskich i gminnych tych partii oraz kierownicy centralnych organów administracji państwowej okresu PRL, a także działacze zajmujący stanowiska kierownicze niższego rzędu oraz członkowie władz w partiach satelickich tj. Stronnictwa Demokratycznego (SD) oraz Zjednoczonego Stronnictwa Ludowego (ZSL). Wpisy przygotowywane są głównie na podstawie materiałów znajdujących się w archiwach państwowych oraz w innych instytucjach zewnętrznych, a także w oparciu o dostępną literaturę przedmiotu. 11 września 2024 r. w katalogu były opublikowane dane dotyczące 36 500 osób[7],
- osób pełniących funkcje publiczne wg art. 22 ustawy z dnia 18 października 2006 r. o ujawnianiu informacji o dokumentach organów bezpieczeństwa państwa z lat 1944–1990 oraz treści tych dokumentów (Dz.U. z 2024 r. poz. 273) [dalej ustawy lustracyjnej] (na stronie internetowej IPN jako wykaz osób pełniących funkcje publiczne). Biuro Lustracyjne przepisami art. 22 i 23 ustawy lustracyjnej zostało zobowiązane do udostępniania w Biuletynie Informacji Publicznej informacji o dokumentach znajdujących się w zasobie Archiwum IPN, wytworzonych przez organy bezpieczeństwa państwa, które odnoszą się do osób pełniących funkcje publiczne wymienione w art. 22 ust. 1 pkt. 1-17 oraz pkt. 20, 21 ustawy lustracyjnej. Wykaz ten zgodnie z kalendarzem wyborczym oraz z uwzględnieniem zachodzących zmian kadrowych jest systematycznie aktualizowany. Aktualizacja obejmuje publikowanie informacji o nowych osobach, jak i modyfikowanie istniejących wpisów poprzez dokonanie zmian w zakresie pełnionych funkcji publicznych, dat ich objęcia. Informacja zawiera, obok danych personalnych i pełnionej funkcji publicznej, wzmiankę, czy w zasobie archiwalnym IPN znajdują się dokumenty dotyczące osoby publicznej, a jeśli tak, podawana jest syntetyczna ich treść. Ponadto publikowane są sentencje zakończonych postępowań prokuratorskich i prawomocnych orzeczeń sądowych. Informacje dotyczące osób wymienionych w art. 22 cyt. ustawy są udostępniane w Biuletynie Informacji Publicznej przez okres pełnienia funkcji publicznych. 11 września 2024 r. w katalogu były opublikowane dane dotyczące 5 272 osób[8].